# De Berlaymont

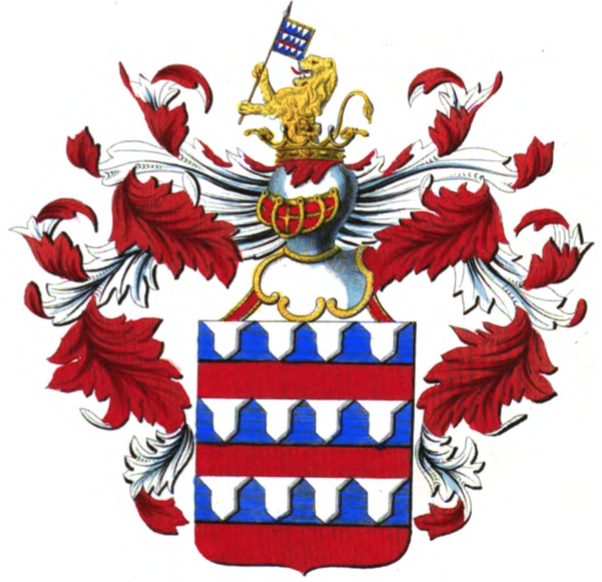

De Berlaymont is een geslacht waarvan leden sinds 1816 tot de Belgische adel van het koninkrijk behoren en dat in 2010 uitstierf.

## Geschiedenis
In 1574 verhief koning Filips II van Spanje de heerlijkheid Berlaymont tot graafschap en verleende aan Karel van Berlaymont (1510-1578), stamvader van de uitgestorven, oudste tak, de titel van graaf. Bij besluit van 20 december 1721 werd aan Charles de Berlaymont, stamvader van de uitgestorven, jongste tak, door keizer Karel VI de titel van graaf op allen verleend.
Bij Koninklijk Besluit van 20 februari 1816 werd Florent de Berlaymont (1755-1825) benoemd in de ridderschap van Namen met de titel van graaf op allen.

## Enkele telgen
Florent graaf de Berlaymont (1755-1825), generaal, lid van de Eerste Kamer
- Joséphine gravin de Berlaymont (1791-1864); trouwde in 1814 met Charles graaf de Bousies (1789-1871), burgemeester en senator
- Jules graaf de Berlaymont (1791-1855), officier, kolonel-commandant van de Naamse garde, lid ridderschap en provinciale staten van Namen, kamerheer van koning Willem I
  - Florent graaf de Berlaymont (1815-1884)
    - Guy graaf de Berlaymont (1841-1897), burgemeester van Autelbas; trouwde in 1883 met Marie-Emilie gravin de Pinto (1860-1945), oprichtster van het ziekenhuis van Bormenville
      - Guy graaf de Berlaymont (1892-1946); trouwde in 1924 met Diane de Clermont-Tonnerre (1902-1950), dochter van Philibert hertog de Clermont-Tonnerre en Élisabeth de Gramont (1875-1954), schrijfster
        - Elisabeth gravin de Berlaymont (1924-2010), laatste telg van het adellijke geslacht
- Clément graaf de Berlaymont (1798-1869), commandant van de stedelijke garde van Luik in 1830

## Andere telgen
Karel van Berlaymont, Spaansgezind edelman, vader van:
- Gilles van Berlaymont, edelman en militair in Spaanse dienst, stadhouder van Friesland, Groningen, Drenthe en Overijssel
- Florent van Berlaymont, edelman en militair in Spaanse dienst, stadhouder van Namen en Artesië
- Lodewijk van Berlaymont, aartsbisschop van Kamerijk
- Claudius van Berlaymont (7e zoon van Karel), edelman en militair in Spaanse dienst, stadhouder van Gelre